# بابوزئی، مردان
بابوزئی (به انگلیسی: Babozai) یک شهرک در پاکستان است که در ناحیه مردان واقع شده‌است.